# Бенцид
Бенцид (рум. Bențid) — село у повіті Харгіта в Румунії. Входить до складу комуни Шимонешть.
Село розташоване на відстані 226 км на північ від Бухареста, 48 км на захід від М'єркуря-Чука, 128 км на схід від Клуж-Напоки, 86 км на північний захід від Брашова.

## Населення
За даними перепису населення 2002 року у селі проживали 153 особи, усі — угорці. Усі жителі села рідною мовою назвали угорську.